# Antonio Acebo Delgado
Antonio Acebo Delgado (San Luis Potosí, 21 de diciembre de 1918-9 de octubre de 2008) fue un político mexicano. Hijo de un inmigrante español, dedicó la mayor parte de su vida a la gestión empresarial y de negocios.
Hizo sus primeros estudios en el Colegio del Espíritu Santo, que fue precursor del actual Colegio Motolinía, formando parte de una de las primeras generaciones de esta institución. Se casó con Estela Zarzosa de León.
Se inició en la política como regidor del ayuntamiento encabezado por Javier Silva Staines. Fue tesorero del Gobierno del Estado de 1968 a 1970, bajo el mando del Lic. Antonio Rocha Cordero. En 1970 fue elegido presidente municipal de la ciudad de San Luis Potosí, cargo que ocupó de 1970 a 1973.
Falleció el 9 de octubre de 2008.